# Christoph Bechmann
Christoph Bechmann (Speyer, 23 de novembro de 1971) é um ex-jogador de hóquei sobre a grama alemão que atuou pela seleção de seu país.

## Carreira

### Olimpíadas de 2004
Nas Olimpíadas de 2004, realizada em Atenas, Christoph Bechmann e seus companheiros de equipe levaram a seleção alemã à conquista da medalha de bronze. Após terminar em segundo lugar do grupo na primeira fase do torneio, a Alemanha enfrentou a seleção neerlandesa na semifinal, quando foi derrotada por 3 a 2. Na disputa do terceiro lugar, Christoph Bechmann ajudou seu time a ganhar de 4 a 3 da Espanha, ficando assim com o bronze.